# Economia della Svezia

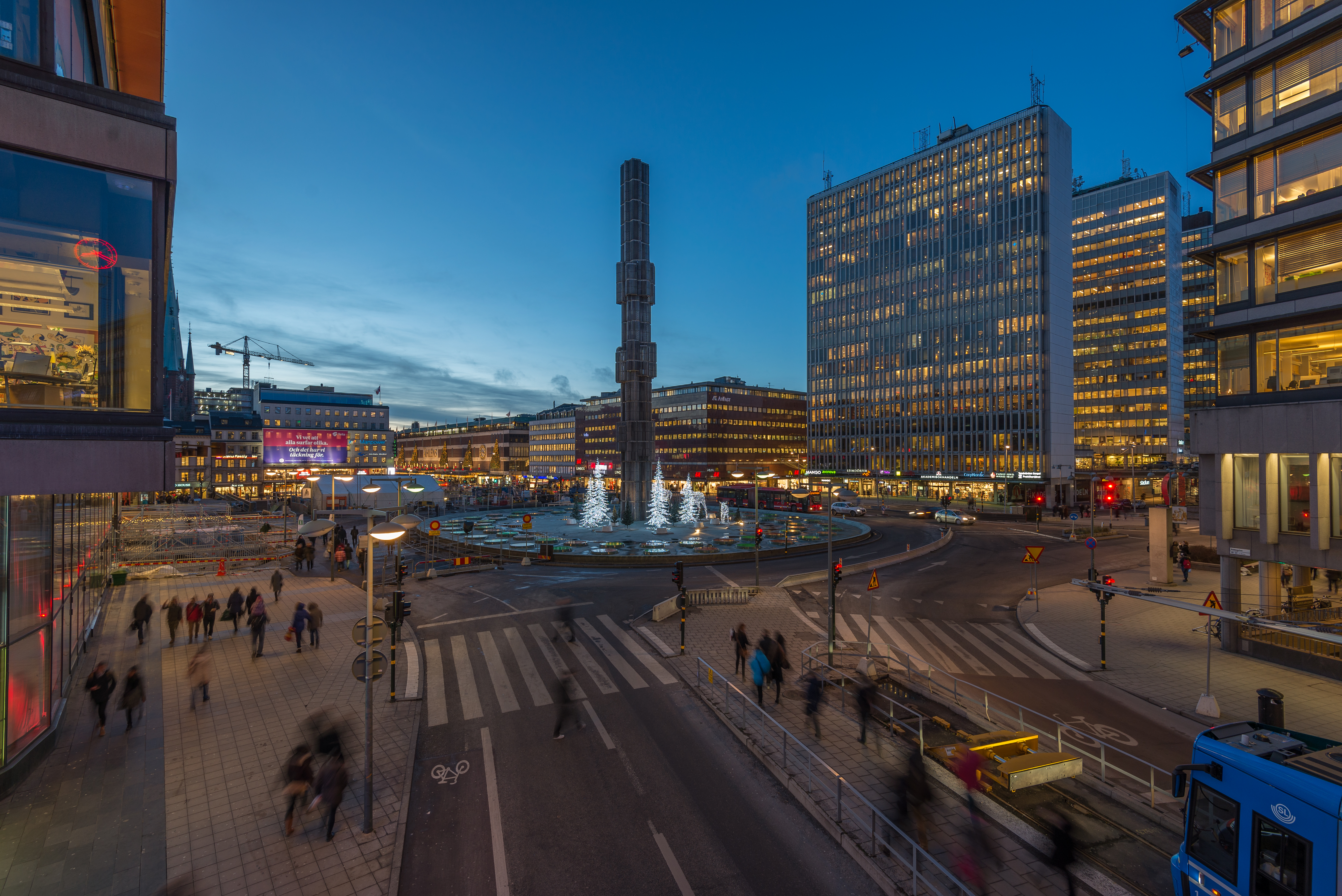
Sergels torg, la principale piazza della capitale Stoccolma e centro della city.

L'economia della Svezia, con un PIL nominale di 575 miliardi di dollari nel 2025, è la maggiore tra le economie scandinave e l'ottava dell'Unione europea. Il PIL pro capite, pari a 49700 $, è il ventiseiesimo più elevato al mondo.
La moneta avente corso legale in Svezia è la corona svedese.

## Crescita economica
La ricchezza della Svezia e la sua industrializzazione sono più recenti di quelle della maggior parte degli altri Paesi industrializzati. In particolare, è soltanto a partire dagli anni quaranta, anche grazie alla posizione di neutralità nel corso della Seconda guerra mondiale, che la Svezia comincia un processo di catching-up nei confronti del Regno Unito, all'epoca il più ricco degli Stati europei, fino a realizzare il sorpasso, in termini pro-capite, durante i primi anni sessanta.
Più recentemente, dopo essere cresciuta ad un ritmo del 2,6% annuo in media negli anni ottanta, la Svezia fu colpita da una prolungata recessione che portò ad una contrazione del Prodotto Interno Lordo per tre anni consecutivi nel periodo 1991-1993. In seguito, fino al 2007, la crescita è stata piuttosto consistente per gli standard europei, attestandosi intorno al 3,3% annuo
Nel 2008 e nel 2009 la crisi economica mondiale ha colpito anche il Paese scandinavo, la cui economia si è contratta dello 0,4% il primo anno e di oltre il 5% l'anno successivo. Nel 2010, tuttavia, la ripresa è stata robusta, con una crescita del 4,4%.

## Struttura economica

### Settore primario
Soltanto il 6,6% del territorio svedese è coltivato, anche a causa della grande estensione delle foreste (67,1%). Tuttavia, l'agricoltura presenta una produttività molto elevata grazie alla diffusione delle tecnologie più avanzate. I cereali più diffusi sono l'orzo, il frumento, l'avena e la segale, ma la loro produzione non è sufficiente a soddisfare il fabbisogno nazionale. Altra coltura da menzionare è quella della patata molto amata dagli svedesi, e anche la barbabietola da zucchero
L'allevamento pesa, in termini di valore aggiunto, circa il doppio dell'agricoltura. Esso si concentra in particolare su suini e bovini, oltre al caratteristico allevamento delle renne e di vari animali da pelliccia. La pesca è praticata per la maggior parte sulla costa occidentale.

### Settore secondario
I settori industriali più floridi sono quelli dei trasporti, della chimica farmaceutica e delle biotecnologie. Recente è lo sviluppo dell'industria elettronica e delle telecomunicazioni, in particolare intorno alla capitale Stoccolma. Per quanto riguarda l'industria chimica è tipica la produzione della dinamite (nei pressi di Stoccolma si trova la fabbrica Nobel). Importanti sono anche la siderurgia e l'elettrometallurgia, quest'ultima favorita dalla grande disponibilità di energia idroelettrica. È presente anche l'industria automobilistica (Volvo).
Per i comparti più tradizionali si segnalano i numerosi cantieri navali (a Stoccolma, Göteborg e Malmö) e, come in Finlandia la produzione di cellulosa, pasta di legno e carta.
Nel sottosuolo abbondano i minerali ferrosi, ma vi è una certa presenza anche di rame, piombo e zinco. La Svezia è invece povera di combustibili fossili, eccetto limitate quantità di carbone in Scania. 

#### La produzione di energia elettrica
La produzione di energia elettrica avviene, in gran parte, per mezzo dell'utilizzo di fonti rinnovabili. Il governo ha stanziato 4,5 miliardi di corone per portare tale percentuale al 100% entro il 2035.

### Settore terziario (77,3% degli occupanti)
I servizi pubblici occupano un importante ruolo fra le attività del terziario. Altri comparti notevoli di questo settore sono il commercio, la finanza, le assicurazioni e il turismo. Nella parte meridionale di questo paese (Svezia) si concentra la maggior parte della popolazione ed è lì che il sistema dei trasporti è molto efficiente e articolato. Le strade, ferrovie e canali navigabili consentono/garantiscono gli spostamenti interni. Il sistema dei trasporti, infine, è completato da quello marittimo, che si avvale di numerosi porti (il più importante è quello di Göteborg) e da quello aereo, nazionale e internazionale.

Galleria di grandi aziende della Svezia
IKEA
Spotify
Electrolux
Ericsson
Tetra Pak
H&M
Findus
Securitas
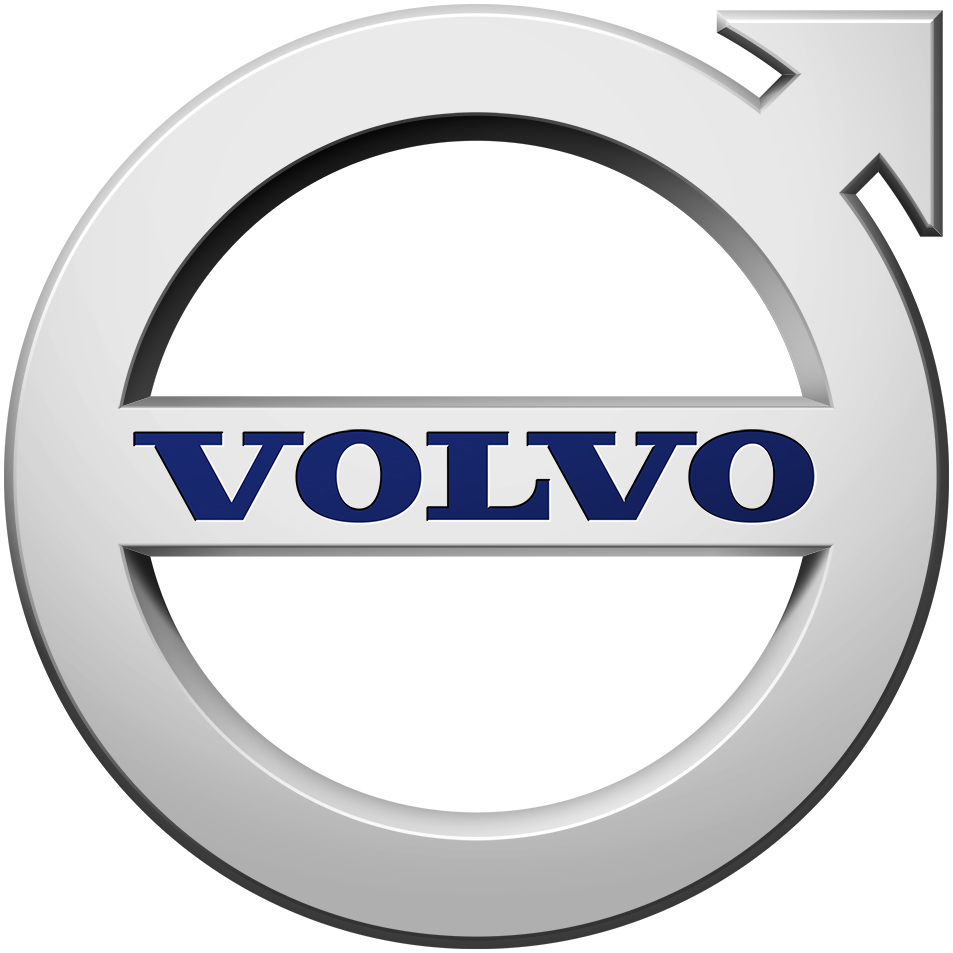
Volvo
BRIO
Assa Abloy
DICE, azienda sviluppatrice della serie Battlefield
Mojang, azienda sviluppatrice di Minecraft
Hasselblad
Klarna
Scania
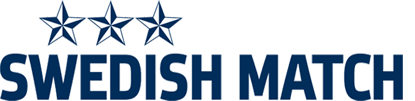
Swedish Match
Tele2
AstraZeneca

## Commercio internazionale

Esportazioni della Svezia nel 2019, per un totale di 158 miliardi di $.

Nel 2010 la Svezia ha esportato beni e servizi per oltre 160 miliardi di dollari, circa il 35% del suo PIL. Il 35% delle esportazioni consiste in macchinari. Altri settori rilevanti per l'export sono i veicoli a motore, la carta ed il legno, prodotti in acciaio e ferro e prodotti chimici. I principali mercati esteri delle merci svedesi sono la Germania (10,5%), il Regno Unito (7,8%) e gli altri Paesi Scandinavi: Norvegia in particolare (9,8%), ma anche Danimarca (6,9%) e Finlandia (6,5%). Non trascurabile il mercato statunitense (6,4%).

Nello stesso anno il valore delle importazioni è risultato pari a circa 150 miliardi di dollari. Il Paese importa prevalentemente macchinari, petrolio e prodotti petroliferi, prodotti chimici, veicoli a motore, acciaio e ferro, prodotti alimentari e tessili. La quota più rilevante delle importazioni proviene dalla Germania (18,3%), seguita da Norvegia (8,5%) e Danimarca (8,3%).

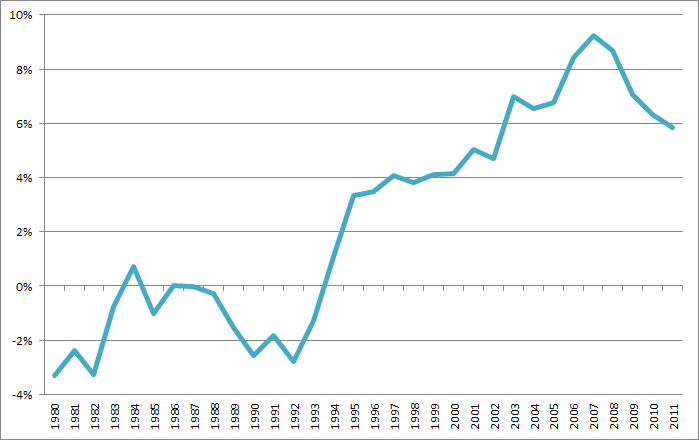
Saldo del conto corrente in percentuale al PIL (1980-2011). Dati FMI

Nel complesso, se negli anni ottanta e nei primi anni novanta il saldo del conto delle partite correnti della Svezia risultava in media negativo per l'1,45% del PIL, dopo la crisi del 1993 il Paese ha registrato ampi e crescenti surplus correnti, fino a superare il 9% del PIL nel 2007. Negli anni successivi, tali surplus si sono ridotti pur rimanendo molto ampi (5,8% nel 2011).

## Forza lavoro
Fin dal dopoguerra, la Svezia godeva di un tasso di disoccupazione molto basso. Ancora nel 1990, i disoccupati erano appena l'1,7%. Subito dopo, tuttavia, la recessione dei primi anni del decennio portò ad un rapido incremento della disoccupazione fino al 9,9% del 1997. Da allora il tasso di disoccupazione è tornato lentamente a ridursi, toccando il 4,8% nel 2001. In seguito, in controtendenza rispetto agli altri Paesi europei il numero di disoccupati è tornato a salire, raggiungendo l'8,2% nel 2010, valore comunque inferiore alla media europea.
Anche il tasso di occupazione ha seguito un andamento simile, seppure con oscillazioni meno drastiche e nel 2009 era pari al 72,2%, molto superiore alla media europea (64,6%). L'occupazione femminile (70,2%) è vicina a quella maschile (74,2%) e molto superiore alla media europea (58,6%).
Il lavoro part-time ha avuto un significativo sviluppo negli ultimi anni ed oggi riguarda il 27% degli occupati (contro il 18,8% dell'intera UE).

## Finanza pubblica
La Svezia aveva nel 2009 un debito pubblico pari al 41,9% del PIL, di gran lunga inferiore alla media europea (74%), ed in forte discesa rispetto ad un quindicennio prima, quando si attestava intorno al 72% del Prodotto Interno Lordo, grazie ad una politica di risanamento dei conti pubblici attuata a partire dalla fine degli anni novanta. A partire dal 1997, infatti, si è sempre registrato un buon surplus nel bilancio pubblico, con le sole eccezioni del 2002 (-0,2%), del 2003 (-0,8%) e del 2009 (-1,6%).
La spesa pubblica è tradizionalmente molto alta e nell'ultimo decennio ha oscillato intorno al 54-55% del Prodotto Interno Lordo, uno dei valori più alti nell'Unione europea insieme a quelli di Francia e Danimarca.